# سپاه پلیس نظامی
سپاه پلیس نظامی (انگلیسی: Military Police Corps) یا سپاه پلیس نظامی نیروی زمینی ایالات متحده آمریکا شاخه نظامی اجرای قانون نیروی زمینی ایالات متحده آمریکا است. تحقیقات تحت نظر سپاه پلیس توسط بازرسان پلیس نظامی تحت نظر دفتر رئیس پلیس کل یا مأموران ویژه اداره تحقیقات جنایی نیروی زمینی انجام می‌شود.
واحدهای پلیس نظامی نیروی زمینی ایالات متحده علاوه بر وظایف اجرای قانون، مسئولیت‌هایی در منطقه جنگی نیز دارند. این مسئولیت‌ها شامل گشت‌های سواره و پیاده، عملیات نیروهای واکنش سریع، کنترل خسارات منطقه، شناسایی مسیر، عملیات محاصره و جستجو، امنیت مکان‌های حساس و اسکورت کاروان‌ها و پرسنل می‌شود. از نظر عملیاتی، این وظایف تحت عنوان "پشتیبانی امنیتی و تحرک" سپاه پلیس نظامی قرار می‌گیرند.